# Gessio
Gessio (latino: Gessius; floruit 421/443) fu un politico dell'Impero romano d'Occidente, fratello dell'imperatrice Elia Eudocia.

## Biografia
Nativo di Atene, suo padre si chiamava Leonzio, e oltre a Licinia aveva un fratello di nome Valerio.
Quando Licinia sposò l'imperatore Teodosio II, nel 421, Gessio e Valerio ottennero degli importanti incarichi; in particolare, Gessio fu nominato Prefetto del pretorio dell'Illirico.
Non è noto quando Gessio terminò il proprio mandato, ma nel 443 Eudossia aveva perso influenza a corte, tanto che lasciò la corte costantinopolitana per andare a vivere a Gerusalemme.